# Jan Wehn
Jan Wehn (* 15. Juli 1986 in Hagen-Hohenlimburg) ist ein deutscher Journalist und Autor.

## Biographie
Jan Wehn wuchs in Hagen auf. Er besuchte das Gymnasium Hohenlimburg. Ab 1999 war er als freier Journalist für den Hohenlimburger Lokalteil der Westfalenpost tätig. Nach dem Abitur studierte er an der Rheinischen Friedrich-Wilhelms-Universität Bonn Germanistik, Kultur- und Literaturwissenschaften und im Anschluss Kulturjournalismus an der Universität der Künste Berlin.
Er war ab 2009 freier Mitarbeiter des Hip-Hop-Magazins Juice, für das er von 2010 bis 2012 auch die monatliche Kolumne Wehn interessiert’s? schrieb. Im Anschluss arbeitete er als Redakteur für die Magazine Spex und DeBug. 2013 und 2015 wurde er für seine Arbeiten mit dem Rocco-Clein-Preis ausgezeichnet.
2013 wurde Wehn festes Redaktionsmitglied der Kulturzeitschrift Das Wetter – Magazin für Text und Musik. Im gleichen Jahr wer er Mitbegründer des Hip-Hop-Online-Magazins ALL GOOD, für das er seit 2017 auch den gleichnamigen Interview-Podcast produziert, in dem bereits Rapper wie Casper, OG Keemo, Summer Cem, Manuellsen, Kolja Goldstein oder Nina MC, aber auch Produzenten wie Bazzazian, Miksu/Macloud, Farhot, Lucry & Suena oder Shuko zu Gast waren.
2017 veröffentlichte Wehn im Korbinian Verlag die Novelle Morgellon, in welcher der Protagonist beginnt, an Verschwörungstheorien zu glauben und sich zunehmend radikalisiert. Das Buch inspirierte den Rapper Casper zu dem gleichnamigen Song auf seinem Album Lang lebe der Tod aus demselben Jahr.
2019 veröffentlichte Wehn gemeinsam mit Davide Bortot das Buch Könnt ihr uns hören? Eine Oral History des deutschen Rap beim Ullstein Verlag. Dafür sprachen die beiden Autoren mit mehr als 120 Protagonisten der Deutschrap-Szene, darunter Toni-L, Cora E., Samy Deluxe, Max Herre, Jan Delay, Bonez MC, Marteria, Trettmann und Haiyti, über die Entstehung und Entwicklung des Genres. Das Buch erreichte Platz 6 der SPIEGEL-Bestsellerliste.
Gemeinsam mit dem Rapper Moses Pelham veröffentlicht Wehn seit 2021 den gemeinsamen Podcast Pelham & Wehn retten die Welt.

## Werke

### Bücher
- Morgellon. Korbinian Verlag, Berlin 2017, ISBN 3-9817583-1-5.
- Mit Davide Bortot: Könnt ihr uns hören? Eine Oral History des deutschen Rap. Ullstein fünf, Berlin 2019, ISBN 978-3-96101-018-9.
- Mit Nura Habib-Omer: Weißt du, was ich meine? Vom Asylheim in die Charts. Ullstein, Berlin 2020, ISBN 978-3-86493-139-0.

### Kurzgeschichten
- Die Froschmänner, in: Das Wetter – Magazin für Text und Musik Nr. 4, Berlin 2014.
- So viel zu wenig, in: Das Wetter – Magazin für Text und Musik Nr. 4, Berlin 2014.
- Bei dir ist alles gleich für immer, in: Das Wetter – Magazin für Text und Musik Nr. 5, Berlin 2015.
- Schwarzwälder Kirsch, in: Katharina Holzmann, Sascha Ehlert (Hg.): The Very Best Of Vol. 1. Korbinian Verlag, Berlin 2019, ISBN 978-3-9817583-7-5.
- Eine Sorge weniger, in: Klischée, Magazin für Gegenwartsliteratur. Eigenverlag, Heidelberg, 2020.
- Reconquista Reality, in:  Das Wetter – Magazin für Text und Musik Nr. 20, Berlin 2021.

### Beiträge in Sammelbänden
- Vom Jugendzentrum bis zum Discord-Server, in: Ji-Hun Kim (Hg.): Electronic Beats. Blumenbar/Aufbau Verlag, Berlin, 2021, ISBN 978-3-351-05088-7.

## Auszeichnungen & Nominierungen
- 2013: Rocco-Clein-Preis für Musikjournalismus
- 2015: Rocco-Clein-Preis für Musikjournalismus
- 2022: Nominierung für das Mannheimer Stadtschreiberstipendium Feuergriffel mit der Kinderromanidee Fynn, Juna, Oma Gerda und die popelbetriebene Zeitmaschine[12]